# Agacinosia
Agacinosia es un género de coleóptero de la familia Aderidae.

## Especies
Las especies de este género son:
- Agacinosia bitestaceonotatus
- Agacinosia capensis
- Agacinosia latebasalis
- Agacinosia macularis
- Agacinosia magnimaculatus
- Agacinosia nigrosignatus